# Comitato Olimpico di Saint Lucia

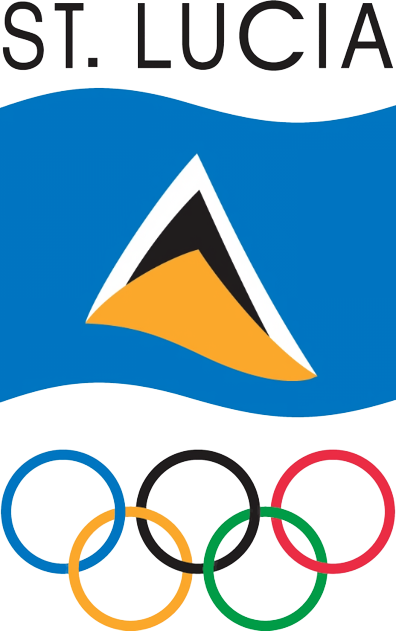
Logo del Comitato Olimpico di Saint Lucia

Il Comitato Olimpico di Saint Lucia (in inglese: St. Lucia Olympic Committee) è un'organizzazione sportiva santaluciana, nata nel 1987 a Castries.
Rappresenta questa nazione presso il Comitato Olimpico Internazionale (CIO) dal 1993 e ha lo scopo di curare l'organizzazione ed il potenziamento dello sport in Saint Lucia e, in particolare, la preparazione degli atleti santaluciani, per consentire loro la partecipazione ai Giochi olimpici. L'associazione è, inoltre, membro dell'Organizzazione Sportiva Panamericana.
L'attuale presidente dell'organizzazione è Richard Peterkin, mentre la carica di segretario generale è occupata da Alfred Emmanuel.